# Anopyrops corticina
Anopyrops corticina är en fjärilsart som beskrevs av Jordan 1928. Anopyrops corticina ingår i släktet Anopyrops och familjen Epipyropidae. Inga underarter finns listade i Catalogue of Life.